# 末本美乃里
末本 美乃里（すえもと みのり、1990年（平成2年）11月22日 - ）は、日本の実業家、モデル。メンタルコーチ。タレント。株式会社 MINORI 代表取締役。整体師。広島県東広島市出身。

## 略歴
2010年19歳で、上海国際博覧会にてモデルデビュー。その後「eliteモデルスクール」に通い、ウォーキングなどモデルとしての技術を習得する。
地元広島県でモデルやタレント活動を行い、2014年23歳で上京。リラクゼーションサロン「あしカラダ赤坂駅前店」にて店長を3年間勤める。
2016年、「ミス・ユニバース・ジャパン2017」にてファイナリストに選出される。
2017年、株式会社 MINORI を設立。現在「治療院 RESET」を展開し会社経営をしながら、モデルやメンタルコーチとしても活躍する。

## 人物
「MINORI社長」の愛称で呼ばれている。
幼少期よりバレエやピアノ、習字などさまざまな習い事を身につける。バレエスクールには10年間通い、やめた後も踊ることが好きでダンスを習う。
趣味は美味しい物を食べること・カフェ巡り・カラオケ・ダンス・ランニング・キックボクシングなど。
活躍する女性起業家として取材を受け、起業に至るまでの気持ちの変化や、苦労を語っている。
小学4年生の頃にいじめを受け不登校になった経験や、モデル時代に過食症になった経験を活かし、メンタルコーチとして同じ悩みをもつ人々のカウンセリングなどを行っている。

## 出演

### テレビ
- アォーン!（2013年、RCCテレビ）

### CM
- ゆめタウン（2011〜2013年）
- 呉阪急ホテル（2012〜2013年）
- 桜下亭ブライダル（2013年）

### 雑誌
- mumu hiroshima（2012年）
- WINK広島（2012〜2013年）
- ゼクシィ（2012〜2013年）

### Youtube
- 「恋んトス」"ニコズキッチン #4"[3]
- 「オールナイトニッポンw」"エグスプロージョン(休) 仕事の合間にマッサージ"[4][5]

### ショー
- 上海国際博覧会（2010年）
- riche hair （2011〜2013年）
- D.D.A主催ヘアコンテスト「D1」（2013年）